# Mielęcino (jezioro)
Mielęcino (niem. Mellenthin See) – jezioro rynnowe w Polsce, położone w województwie zachodniopomorskim, w powiecie choszczeńskim, w gminie Krzęcin.
Akwen leży na Pojezierzu Choszczeńskim, około 1,5 km na północ od miejscowości Chłopowo.